# Бучма Амвросій Максиміліанович
Амвро́сій Максиміліа́нович Бу́чма (14 березня 1891, Львів, Австро-Угорщина — 6 січня 1957, Київ, Українська РСР, СРСР) — український радянський актор і режисер. Народний артист СРСР (1944).

## Життєпис

### Ранні роки
Народився 14 березня 1891 року у Львові в родині залізничника і пралі. Був останнім з дев'яти дітей бідної родини, де живими залишилися лише він і старша сестра Ольга. Батько Максиміліян (Максим) Петрович покладав на сина великі надії, намагався вивчити його як слід та віддав до гімназії, але з неї відмінника Бронека виключили з «вовчим квитком» за артистичні карикатури на вчителів.
Завдяки сестрі 1905 року потрапив до Львівського театру товариства «Руська Бесіда», до режисера Йосипа Стадника, де вперше ступив на професійну сцену. Був талановитим у музиці (самоук гри на скрипку), співах, танцях, імпровізації та копіював навколишніх і швидко став провідним актором. У 1905—1912 роках працював у театрі. Тут він здружився на все життя з Лесем Курбасом.

### Перша світова війна
Під час Першої світової війни у 1914—1917 роках воював в австрійській армії унтерофіцером, був поранений, пізніше засуджений до розстрілу за ляпас офіцеру, був в облозі Перемишля, де мало не загинув від голоду й холери. Потім потрапив у російський полон, працював на Турксибі, на каторжних роботах. Після втечі з Середньої Азії в тендері паровоза потрапив до України та за рекомендаціями львів'ян — художників його прийнято до Театру Миколи Садовського, одночасно здобував освіту в Київському музично-драматичному інституті ім. М. Лисенка. З колективом театру пропрацював з 1917 по 1919 рік, але видатних ролей на той час не зіграв. 1919 року виїхав з театром на Захід, але у Стрию шляхи Садовського та Бучми розійшлись.

1919 року організував разом із давніми партнерами та кумирами «Новий львівський театр» у Дрогобичі, що мандрував Наддніпрянщиною. Узимку театр затримався у Вінниці, куди перебралася з «денікінського Києва» родина Юри Гната, де Бучма працював у вінницькій ЧК, зокрема писав про це у своїх мемуарах так:
«У ті бурхливі дні я багато часу і сил віддавав роботі у Вінницькій чека. Через декілька місяців Вінницю захопили петлюрівці й білополяки. З групою товаришів я залишився в місті за завданням. Коли вночі прибігли мене заарештовувати, через вікно я вистрибнув у садок і втік з-під самого носа гайдамаків і пілсудчиків. За допомогою знайомого лікаря довелося близько місяця переховуватись у будинку для божевільних… Події і напружена робота підірвали моє здоров'я. Після вигнання білополяків, я був звільнений від роботи в органах ЧК і повністю віддався театру».
Степан Шухевич у книзі «Спомини з Української-Галицької армії (1918—1920). Частина IV» (ст. 52) згадував, що «галицький драматичний артист Бучма був тоді аґентом чрезвичайки під псевдонімом Бронек Домбровський».

### Театр ім. І. Франка
20 січня 1920 року вони об'єдналися, й на базі «Нового львівського театру» утворено, спільно з Юрою Гнатом та Семеном Семдором, театр ім. І. Франка, керувати ним передано Юрієві Гнату (нині Національний академічний драматичний театр імені Івана Франка, з 1926 року працює в Києві). Найзначнішою роллю цього періоду стала роль Барона («На дні» М.Горького у постановці Г.Юри).

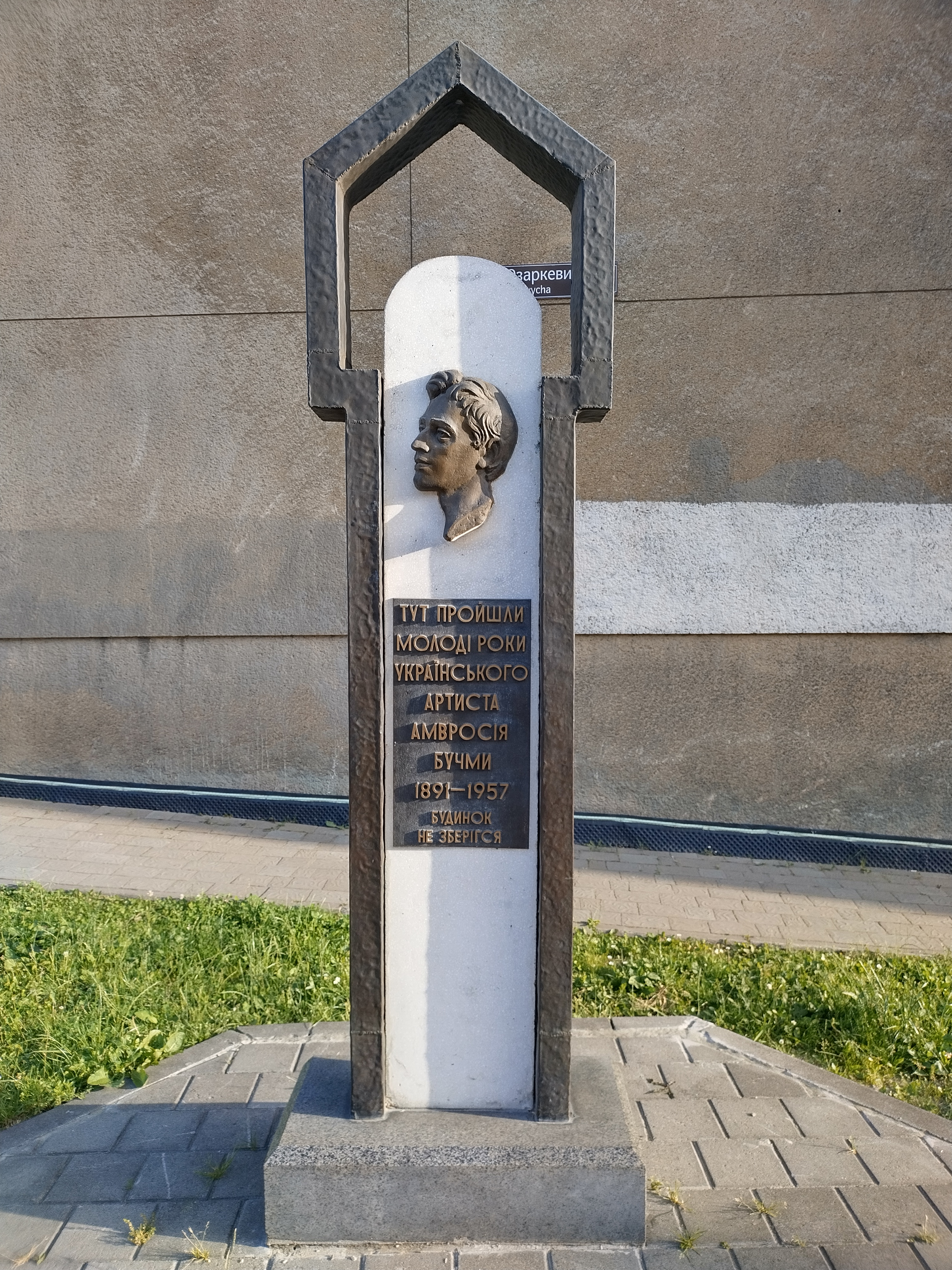
Меморіальна таблиця, що була розташована на місті будинку, де жив Амвросій Бучма на вул. Озаркевича у Львові (демонтовано 18 березня 2025 року)

Франківці довго (для того часу) затримались у Вінниці — до весни 1920-го, а влітку переїхали до Черкас. Тут стало очевидно, що Гнат, стажувавшись у МХАТі, своєю творчою орієнтацією тяжів до МХАТівського життєвідтворення. Йому були чужі ідеї сценічного перевтілення, образної умовності, яку сповідували Бучма та Курбас. Вони з Бучмою виявились художниками різної творчої крові. Бучма пішов від франківців.
Організував театр-студію ім. Франка та поплив по Дніпру до Херсона. Але, внаслідок голоду на Херсонщині та хвороби першої жінки Бучми Поліни Самійленко, спектаклі припинились і театр розпався.
Після довгих поневірянь по Україні Амвросій Бучма потрапив до Києва, керував самодіяльним театром Перших залізничних майстерень, а коли Курбас організував своє Художнє Об'єднання «Березіль» (ХОБ), прийшов до давнього друга актором Четвертої майстерні.
У 1922—1926-х та 1930—1936 роках — провідний актор театру «Березіль» (спочатку в Києві, а з 1930-го — у Харкові), опора Олеся Курбаса в театральному новаторстві, ідеальний «курбасовець» — філософ та арлекін. Тут талановитий Бучма став тим самим великим, геніальним актором української сцени. Тут він зіграв свої знамениті ролі, що стали класикою національного театру: Джимі Гіґґінс у п'єсі за однойменним романом А. Сінклера, Лейба в «Гайдамаках» за Т. Шевченком, Задорожний в «Украденому щасті» І. Франка, Блазень у «Макбеті» В. Шекспіра та ін. Його найбільш досконалим образом вважається образ Пузиря в комедії «Хазяїні» І. Карпенка-Карого. У 1926—1930 роках працював у кінематографії як актор і режисер. На Одеській кінофабриці зіграв першу роль — Тараса Шевченка в однойменному фільмі 1926 року, режесера П. Чардиніна. Після «Нічного візника» (1929), де Бучма виконав роль Гордія Ярощука, українське німе кіно стало відоме у світі. Найбільше глядачів вразила сцена, де герой Бучми, візник, дізнає про смерть доньки від руки білогвардійця. Він у нестямі йде нічною Одесою, а за ним слідує його кінь, немов розуміючи, що стало. Він мав багато записів в німому кіно: Микола («Микола Джеря»), Ярощук («Нічний візник»), німецький солдат («Арсенал»), Лейзер та Йоселе («П'ять наречених»), Еміль («Проданий апетит»), Сашко-музикант («Напередодні») та інші.
З 1926 року «Березіль», як найкращий театр України, працював у Харкові, тодішній столиці, а «франківці» — у «провінційному» Києві. Згодом столицю перевели в Київ і відтоді театр ім. Франка посів столичне положення. Юра Гнат, що він іще з 20-х років був опонентом Курбаса, почав укріплювати творчій потенціал театру, і першими, кого він хотів бачити у своєму театрі, були курбасівці. Після комуністичного партійного розгрому театру «Березіль» у 1933 р. Курбаса зняли з посади керівника «Березіля», згодом заарештували та розстріляли. Між тим за наказом уряду 1935 року стали франківцями березільці Амвросій Бучма (вдруге) з жінкою Валентиною Бжеською, Наталя Ужвій, Дмитро Мілютенко. У театрі ім. І. Франка Бучма пропрацював до самої смерті — 20 років. Тут він зіграв ролі: Івана Коломійцева («Останні» М.Горького), Леніна («Правда» О. Корнійчука), Миколи Задорожного («Украдене щастя» І. Франка). У цій ролі найповніше виразився його талант, найяскравіше виявилися особливості акторської манери, вистава була тріумфальною.

### Друга світова війна
15 травня 1941 року було відзначено 50-річчя Амвросія Бучми, а 27 травня колектив театру виїхав на гастролі до Москви й Ленінграда. Майстерність А. Бучми викликала захват у широкого загалу московської публіки, і від колег здобула визнання. Війна не припинила роботи франківців. А. Бучма, на той час головний режисер театру, перебував разом із колективом в евакуації (Семипалатинськ, Ташкент), виїздив на чолі фронтової бригади франківців на Сталінградський та Донський фронти (1942—1943). Перебуваючи в Ташкенті, А. Бучма поставив на сцені Узбецького театру ім. Мукімі «Наталку Полтавку». Вистава йшла багато років по війні з незмінним успіхом у глядачів.

### Повоєнний період
Після повернення до Києва сполучав роботу в театрі з роботою художнього керівника Київської кіностудії художніх фільмів (1945—1948). Грав ролі: підпільник Лещук («Подвиг розвідника»), боцман Дзюба («В далекому плаванні»). За роль Макара Діброви в однойменній виставі за п'єсою О. Корнійчука одержав другу Сталінську премію другого ступеня (1949).
У повоєнний період А. Бучма трудився режисурою в театрі й кіно. Консультував фільми. Викладав у Київському інституті театрального мистецтва ім. І. Карпенка-Карого, професор. Серед учнів: народні артисти Н. Копержинська, К. Степанков. Він автор статей з проблем театрального мистецтва — збірка «З глибин душі» (1959). Виступав на радіо і телебаченні. Його обирали депутатом Київської міської ради, членом першої Президії новоутвореного після війни Українського Театрального Товариства. Нагороджено орденами й медалями.

Надгробок Амвросія Бучми на Байковому цвинтарі

Помер 6 січня 1957 року внаслідок довготривалої хвороби Паркінсона. Похований на Байковому кладовищі в Києві (надгробок — граніт; скульптор Іда Копайгоренко, архітектор Л. О. Лось; встановлений 1964 року).

## Пам'ять
| |  |  |
| Портрет Амвросія Бучми (на аверсі праворуч) на ювілейній монеті НБУ присвяченій театру ім. Івана Франка |  |  |

- У 1933—1935 роках А. Бучма позував скульптору М. Г. Манізеру для фігур повстанця часу Коліївщини та кріпака з жерном на плечах, багатофігурного пам'ятнику Шевченкові в Харкові
- Ім'ям Амвросія Максиміліановича названо бульвар у Києві, вулицю у Вінниці, Одесі та Харкові, театральну премію Союзу театральних діячів України, театральну премію «Бронек», був річковий «трамвайчик» у Херсоні. В Харкові вулицю Уборевича перейменовано на честь Бучми під час процесу декомунізації 2015 року (рішення Харківської міської ради від 20 листопада 2015 р. № 12/15).
- У 1977—2024 роках вулиця Бучми існувала у Львові (з липня 2024 року — вулиця Анатолія Лупиноса).
- У 1976 році на території Одеської кіностудії, встановлено погруддя[8] актора (авторство — скульптор А. Соловйов).
- До 100-ліття від дня народження Амвросія Бучми, у Львові на розі вулиці Озаркевича та площі Святого Юра встановлено пам'ятний знак. Надпис під барельєфом актора сповіщає нам, що «тут пройшли молоді роки українського артиста Амвросія Бучми (1891—1957). Будинок не зберігся». 8 січня 2025 року заступник міського голови Львова Андрій Москаленко повідомив, що Львівська міська рада ухвалила рішення про демонтаж пам'ятного знака акторові Амвросію Бучмі[9]. 18 березня 2025 року пам'ятний знак — демонтовано та передано до музею «Територія Терору»[10].
- У 1962 році на фасаді будинку № 14 по вулиці Володимирській у Києві, де А. Бучма прожив останніх 13 років свого життя, встановлено меморіальну таблицю (авторство — скульптор Андрій Шапран, архітектор В. Корнєєва).
- Про А. М. Бучму надруковані монографії І. Піскуна (1956), Б. Львова-Анохіна (1959), О. Бабишкіна (1966), В. Заболотної (1984).

## Фільмографія

### Режисер
- 1928 — «За стіною»
- 1954 — «Земля» (разом з Олексієм Швачком)

### Сценарист
- 1928 — «За стіною» (разом із Л. Поволоцьким)

### Художній керівник
- 1947 — «Подвиг розвідника»

### Актор
- 1924 — «Вендетта» — нічний сторож
- 1924 — «Макдональд»
- 1924 — «Сон Товстопузенка»
- 1925 — «Арсенальці» — робітник заводу «Арсенал», переодягнутий студентом; він же переодягнутий старим генералом
- 1925 — «Укразія» (інша назва «7+2»)— Козацький полковник
- 1926 — «Микола Джеря» — Микола
- 1926 — «Тарас Трясило» (інша назва «Повість про гаряче серце»)— Тарас Трясило
- 1926 — «Тарас Шевченко» — Тарас Шевченко
- 1928 — «Джиммі Гіґґінс» — Джиммі Гіґґінс
- 1928 — «Напередодні» — Сашко-музикант
- 1928 — «Нічний візник» — Гордій Ярощук
- 1928 — «Проданий апетит» — Еміль
- 1929 — «Арсенал» (інша назва «Січневе повстання в Києві у 1918 році») — німецький солдат
- 1929 — «П'ять наречених» — Лейзер та ідіот Йоселе
- 1931 — «Фата морґана» — пастух Хома Гудзь
- 1932 — «Атака» — Петер
- 1933 — «Смачного» (інша назва «Приємного апетиту») — кухар Карпо Бобов
- 1934 — «Велика гра» (інша назва «Віра Філеаса Чендлера») — Чингіз
- 1935 — «Остання ніч» (інші назви «Зона», «Біла смерть»)
- 1937 — «Назар Стодоля» — Сотник Кичатий
- 1939 — «Щорс» — генерал Терешкевич
- 1941 — «Вітер зі сходу» — Габрис
- 1945 — «У далекому плаванні» — боцман Дзюба
- 1945 — «Іван Грозний» — Олексій Басманов
- 1945 — «Нескорені» — Тарас Яценко
- 1947 — «Подвиг розвідника» — агроном Лещук
- 1952 — «Украдене щастя» — Микола Задорожний

## Звання та нагороди
- 1940 — Народний артист Української РСР
- 1941 — Державна (Сталінська) премія СРСР (за роль Леніна у театральній постановці «Правда» за О.Корнійчуком)
- 1944 — Народний артист СРСР
- 1949 — Державна (Сталінська) премія СРСР (за роль шахтаря Макара у п'єсі О. Корнійчука «Макар Діброва»)
- Орден Леніна
- Три ордени Трудового Червоного Прапора